# Noriščina
Noriščina ali vzhodnokeltski jezik je nerazvrščen celinski keltski jezik. Njegov obstoj dokazujeta dva fragmentirana zapisa iz časa rimske province Norik (eden zapis prihaja iz Grafensteina v Avstriji, drugi pa s Ptuja v Sloveniji), vendar zapisa ne dajeta dovolj informacij, da bi bil možen kakršenkoli sklep o sami naravi tega jezika. Ne glede na to, lahko domnevamo, da je bil jezik verjetno podoben drugim bližnjim keltskim jezikom, kot npr. galščini. Ni znano, kdaj je jezik izumrl. 

## Ptujski napis
Ptujski napis, ki so ga odkrili leta 1894, je pisan z desne proti levi strani v severnoitalski abecedi in ga beremo kot:
| “ | ARTEBUDZBROGDUI | ” |

Napis domnevno označuje dve osebni imeni in sicer v pomenu: »Artebudz (sin) Brogduosa.« Ime Artebudz bi lahko pomenilo »medvedji penis«." (primerjaj valižanski arth v pomenu »medved« in irski bod v pomenu »penis«), medtem ko lahko Brogduos vsebuje oznako brog-, mrog- v pomenu »dežela« (primerjaj z valižanskim bro v pomenu »regija, dežela«). Alternativno lahko zapis preberemo kot » Artebudz Brogdosu, kjer se drugo ime nahaja v dajalniku.

## Grafensteinski napis
Grafensteinski napis na opečnati ploščici iz 2. stoletja n.š. so odkrili v grobni jami leta 1977 in čeprav je le delno ohranjen, je njegov ohranjen del mogoče prebrati tako:
| “ | MOGE • ES[ P• II- LAV • EX[ ṆE • SAḌỊÍES[ OLLO • SO • VILO[ ỌNẠ C[…] OLLO • SO • ? [ P LṾGNṾ • SI | ” |

Moge verjetno nastopa kot osebno ime oziroma kot okrajšava enega od osebnih imen, P• II- lav je okrajšava za latinsko utežno mero, ne sadiíes je glagoska oblika z verjetnim pomenom »(ti) nisi postavil/položil«, ollo morda pomeni »ta vsota« in Lugnu še eno osebno ime. Besedilo je torej mogoče obravnavati kot zapis nekakšne finančne transakcije.
Predlagani so bili tudi drugačni načini branja tega zapisa:
| “ | MOGE • ES+[---] PET(?) LAV • EX[---] NE • SAMES[---] OLLO • SO • VILO •[---] ONA O(?) + ++ OLLO • SO •+ + LVGNI • SI | ” |

| “ | MOGV • CISS [--- PETILAV • IEX[--- NE • SADIIES[--- OLLO • SO • VILO •[--- ONA DOM...OC[ OLLO • SO • VIA .[ ILVGNV.SI[ | ” |